# JAS Technologie
JAS Technologie – polskie przedsiębiorstwo innowacyjno-wdrożeniowe, działające w obszarze bezpieczeństwa i obronności, w dziedzinach: sztucznej inteligencji, analizy obrazu, cyberbezpieczeństwa, biometrii, telekomunikacji oraz systemów bezpieczeństwa. Działania obejmują m.in. uczestnictwo w krajowych oraz międzynarodowych projektach badawczo-rozwojowych R&D . Firma jest partnerem wspierającym Polskiego Towarzystwa Kryminalistycznego. Otrzymała nagrodę Lider Bezpieczeństwa Państwa.

## Historia
Firma powstała w 2012 r.

## Projekty badawczo-rozwojowe zakończone
1. „iBorderCtrl” Horyzont 2020 „Border crossing topics 1: Novel mobility concepts for land border security (BES-5-2015)[2].
2. „Opracowanie środowiska do europejskiej koncepcji ochrony granic Smart Borders” – NCBiR DOB-BI06/07/40/2014[3]
3. „Usprawnienie procesu odprawy granicznej osób przy wykorzystaniu biometrycznych urządzeń do samokontroli osób i kontroli środków transportu przekraczających granicę zewnętrzną UE” – NCBiR DOBR/0017/R/ID1/2012/03[4].
4. „Opracowanie energooszczędnego zestawu biometrycznego do mobilnej kontroli dokumentów i osób z użyciem systemów akustycznych i zobrazowania twarzy” – NCBiR PBS2/B3/22/2013[5].
5. „Informatyczny system zarządzania zasobami częstotliwości oraz planowania i ewidencji sieci radiowych dla potrzeb służb podległych Ministrowi Spraw Wewnętrznych – Terenowe Laboratoriom Badawcze” – NCBiR DOBR/BIO4/061/13197/2013[6].
6. „Mobilny, turbinowy system ratowniczo – gaśniczy” – NCBiR DOB-BIO6/06/113/2014[7].

## Czytniki linii papilarnych
JAS technologie jest autoryzowanym partnerem amerykańskiej firmy Integrated Biometrics. W 2021 roku firma JAS technologie podpisała umowę ramową z Europejską Agencją Straży Granicznej i Przybrzeżnej Frontex, na dostawy czytników linii papilarnych.

## Stowarzyszenia i partnerstwa
1. Polskie Towarzystwo Kryminalistyczne – Partner Wspierający[10]
2. 4th Scientific Conference on Forensics Biology Automated Crime Biology Processes NextLab 2021 – Partner Jubileuszowy[11]

## Nagrody
1. Nagroda Lider Bezpieczeństwa Państwa w kategorii Innowacyjna Firma za „Wieloletnie prace nad innowacyjnością produktów na rzecz bezpieczeństwa i obronności”, Warszawa, 2020[12].
2. JAS technologie, Lider Nowych Technologii 2016 – Fundacja Wspierania Rozwoju Nowych Technologii za „Terenowe Laboratorium Badawcze” (projekt DOB-BIO4/061/13197/2013), Polska, Warszawa, 2016.
3. XIII edycja Konkursu Gepardy Biznesu Branży Informatycznej 2018 – pozycja 238, Polska, Warszawa, 2018[13].
4. XI edycja Konkursu Efektywna Firma Branży Informatycznej 2018 – pozycja 113, Polska, Warszawa, 2018[14].
5. VI edycja Programu Promocyjnego Mocna Firma Godna Zaufania Branży Informatycznej 2018 – pozycja 33, Polska, Warszawa, 2018[15]
6. JAKOŚĆ ROKU 2013 w kategorii INNOWACJA za System Automatycznej Odprawy Granicznej, Fundacja Qualitas wraz z Biznes Raport w Dzienniku Gazecie Prawnej[16][17].

## Publikacje
1. Demonstrator biometrycznego systemu wjazdu/wyjazdu do strefy Schengen – badania eksperymentalne”, Norbert Pałka, Elżbieta Czerwińska, Mieczysław Szustakowski, Jarosław Młyńczak, Leon Jodłowski, Marek Piszczek, Jarosław Młyńczak, Michał Walczakowski, Marcin Kowalski, Artur Grudzień, Wiesław Ciurapiński, Janusz Wróbel, Jacek Olejnik, Robert Mikulski, Kondrat Piotrowski, Paweł Hołoweńko, Paweł Poźniak, Szymon Pachla, Przegląd Elektrotechniczny, ISSN 0033-2097, R. 94 NR 6/2018[18].
2. „Application of the RFID Technology in the European Union Border Control System,” P. Bilski, B. Kościug, A. Malamou, J. Modelski, J. Olejnik, I. Badaczewska, R. Makri, Proc. RFID-TA 2017 Conference, 20-22 Sierpień, 2017, Warszawa, Polska, pp. 28-33[19].

## Patenty
1. Urząd Patentowy RP – Wzór Użytkowy, Numer zgłoszenia W.126394, Numer prawa wyłącznego Ru.069995, Nazwa/Tytuł: „Pojazd ratowniczo-gaśniczy z turbinowym zespołem gaśniczym”, Data zgłoszenia 2017-06-06[20].
2. Urząd Patentowy RP – Wzór Przemysłowy Numer zgłoszenia Wp.25607, Numer prawa wyłącznego Rp.23692, Nazwa/Tytuł: Pojazd ratowniczo-gaśniczy z turbinowym zespołem gaśniczym, Data zgłoszenia 2017-06-06[21].

## Koncesje
Koncesja MSWiA na wykonywanie działalności gospodarczej w zakresie usług ochrony osób i mienia, realizowanych w formie zabezpieczenia technicznego, Nr L-0269/16.